# 马蹄涡

机翼等升力分布下形成的马蹄涡

升力突变导致了突变处形成新涡线

真实升力分布下形成的复杂涡线

马蹄涡（英語：horseshoe vortex）是一种简化的机翼涡系模型，由跟随机翼运动的等环量附着涡（bound vortex）和在左、右翼尖处形成的翼尖涡组成。这三条涡线形成类似马蹄的形状，马蹄涡也因之得名。此外，当机翼在流场中从静止开始起动时，另有一起动涡从机翼后脱落，但很快因黏性而耗散。同时，远离飞行器的翼尖涡也同样因此而耗散。
翼尖涡会导致下洗气流的产生，进而引起诱导阻力。
马蹄涡模型假设环量沿翼展不变（此时由库塔-儒可夫斯基定理可知升力亦沿翼展不变），但这与实际情形并不相符。在更接近实际的升力线理论中，旋涡强度沿翼展方向不断变化，强度的改变导致涡从整个机翼后缘脱落形成涡面，而非仅在左、右翼尖处形成涡线。